# 苗陇乡
苗陇乡，是中华人民共和国贵州省黔东南苗族侗族自治州黄平县一个已撤销的乡级行政区，2013年5月24日，贵州省人民政府批复同意撤销苗陇乡，将其所辖行政区域划归谷陇镇。